# Gullo-Syndrom
Das Gullo-Syndrom (auch benigne Pankreas-Hyperenzymämie) ist ein Syndrom beim Menschen, das durch chronische Erhöhung von Pankreasenzymen im Blut gekennzeichnet ist. Es wurde nach dem italienischen Pankreatologen Lucio Gullo benannt und besitzt wahrscheinlich keinen eigenen Krankheitswert.

## Häufigkeit
Bei Krankenhauspatienten ohne direkt erkennbare Erkrankung des Pankreas wurden bei 8 % Erhöhungen der Amylase oder (auch) Lipase gefunden. Bei 11 % dieser Patienten zeigten sich im weiteren Verlauf pathologische Vorgänge im Bereich der Bauchspeicheldrüse. In einer weiteren Untersuchung konnte in einer Population von mehr als 4000 Personen in Westpommern eine Prävalenz erhöhter Lipase-Werte von 3,4 % gezeigt werden. Die Erhöhung der Pankreasenzyme kann vielfältige Ursachen haben, beispielsweise Niereninsuffizienz oder fortgeschrittenes Alter. Die Zahlen sind also nicht als tatsächliche Prävalenz des Gullo-Syndroms zu verstehen.

## Diagnose
Das Syndrom zeichnet sich durch eine Erhöhung eines oder mehrerer der Enzyme der Bauchspeicheldrüse Amylase, Lipase und Trypsin aus. Die Werte können bis zum 18-fachen über den oberen Referenzwerten liegen. Die Erhöhung kann wiederkehrend oder dauerhaft sein und zeigt typischerweise starke Schwankungen zwischen aufeinander folgenden Tagen. Liegt eine solche Erhöhung der Pankreasenzyme bei unauffälligem Untersuchungsbefund und ohne bekannte Vorerkrankungen der Bauchspeicheldrüse vor, sollte eine Ultraschalluntersuchung des Organs durch einen erfahrenen Untersucher bei optimalen Schallbedingungen durchgeführt werden. Wiederholte Messungen der Enzyme scheinen aufgrund der starken Schwankungen der Werte nicht sinnvoll zu sein. Vor allem bei Patienten, die älter als 50 Jahre sind, sollte die Diagnose des harmlosen Gullo-Syndrom erst nach einer Verlaufsbeobachtung von 1 bis 2 Jahren gestellt werden, um eine schwerwiegende Erkrankungen der Bauchspeicheldrüse auszuschließen.

## Ursachen
Es wird eine genetische Ursache des Syndroms vermutet. Bildgebende Verfahren wie CT und MRT zeigen keinerlei morphologische Auffälligkeiten.